# شهرستان هنپین (مینه‌سوتا)
شهرستان هنپین، مینه‌سوتا (به انگلیسی: Hennepin County, Minnesota) شهرستانی در ایالات متحده آمریکا است که در مینه‌سوتا واقع شده‌است.